# Station Nossegem
Station Nossegem is een spoorwegstation langs spoorlijn 36 (Brussel - Luik) in Nossegem, een deelgemeente van de gemeente Zaventem.
Het stationsgebouw is van het type 1893 R6 en werd gebouwd in 1895.
In 2005 werd als onderdeel van zowel het Diabolo-project als het Gewestelijk Expresnet een verbindingsboog opengesteld, de Bocht van Nossegem, zodat reizigers vanuit Leuven rechtstreeks naar het station Brussels Airport-Zaventem kunnen rijden. Deze verbindingsboog sluit aan op de in 1943 gebouwde spoorlijn vanuit Brussel naar het station van de luchthaven van Zaventem. In de huidige treindienst stoppen er enkel treinen op spoor 1 en 4 en werden er hekkens geplaatst op het midden van de perrons, omdat deze aan een hoogsnelheidslijn liggen en hier enkel doorrijdende treinen doorrijden.

## Treindienst
| Serie | Treinsoort | Route                                              | Bijzonderheden         |
| ----- | ---------- | -------------------------------------------------- | ---------------------- |
| S 2   | GEN (NMBS) | 's-Gravenbrakel – Brussel-Zuid – Nossegem – Leuven | Rijdt 1×/u. op zondag. |

## Galerij

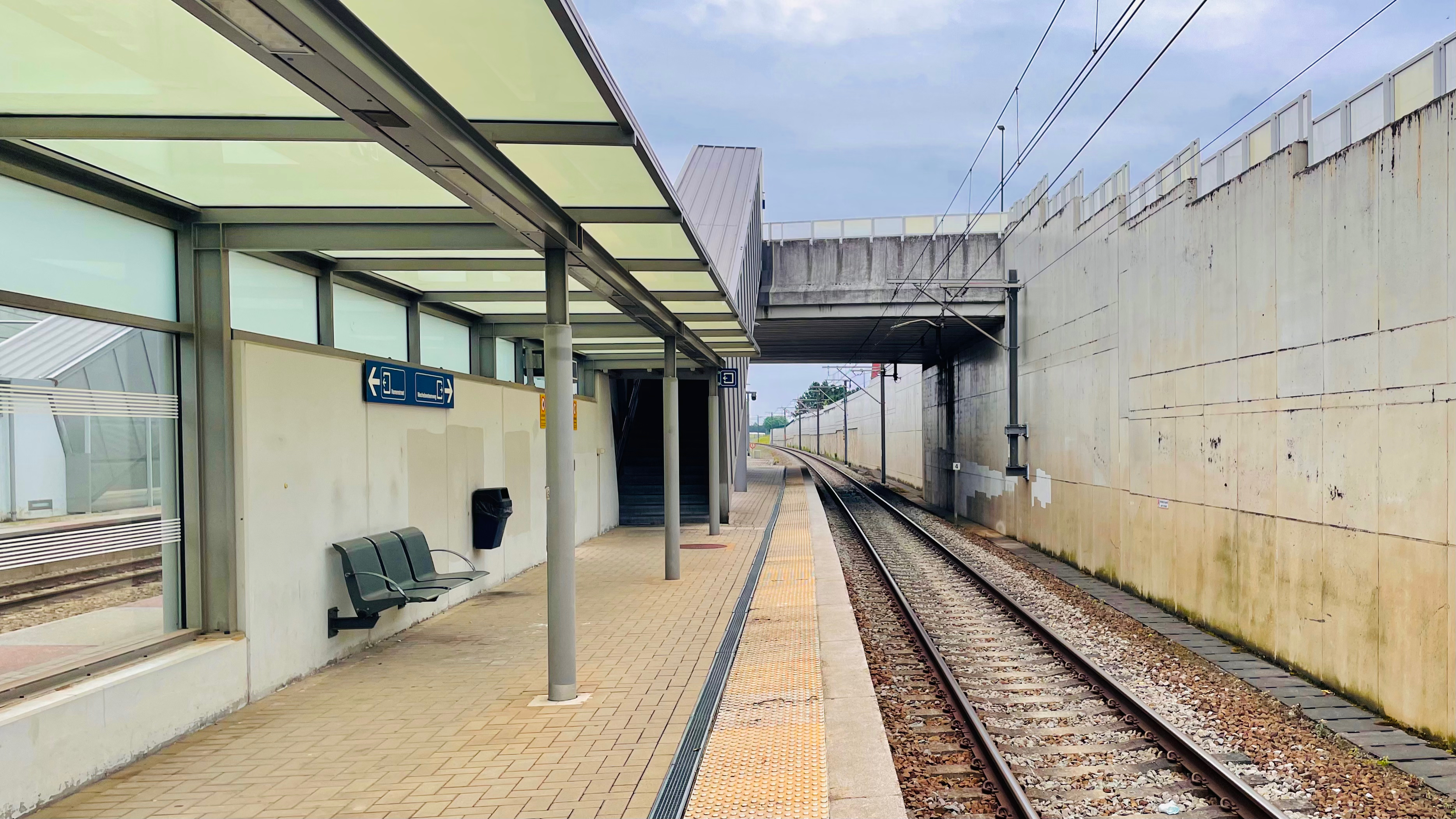
Zicht op het perron
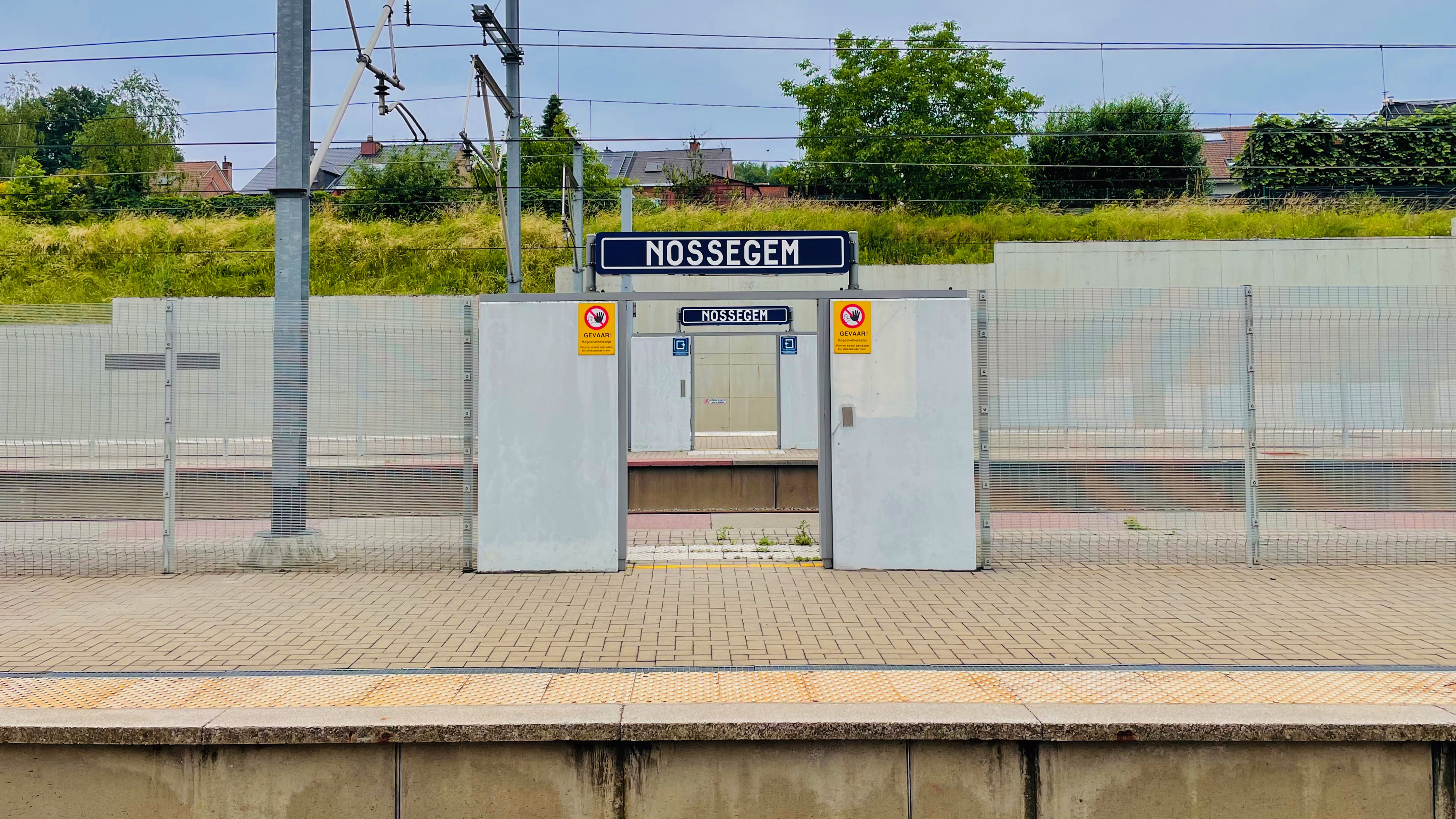
Plaatsnaambord op het perron
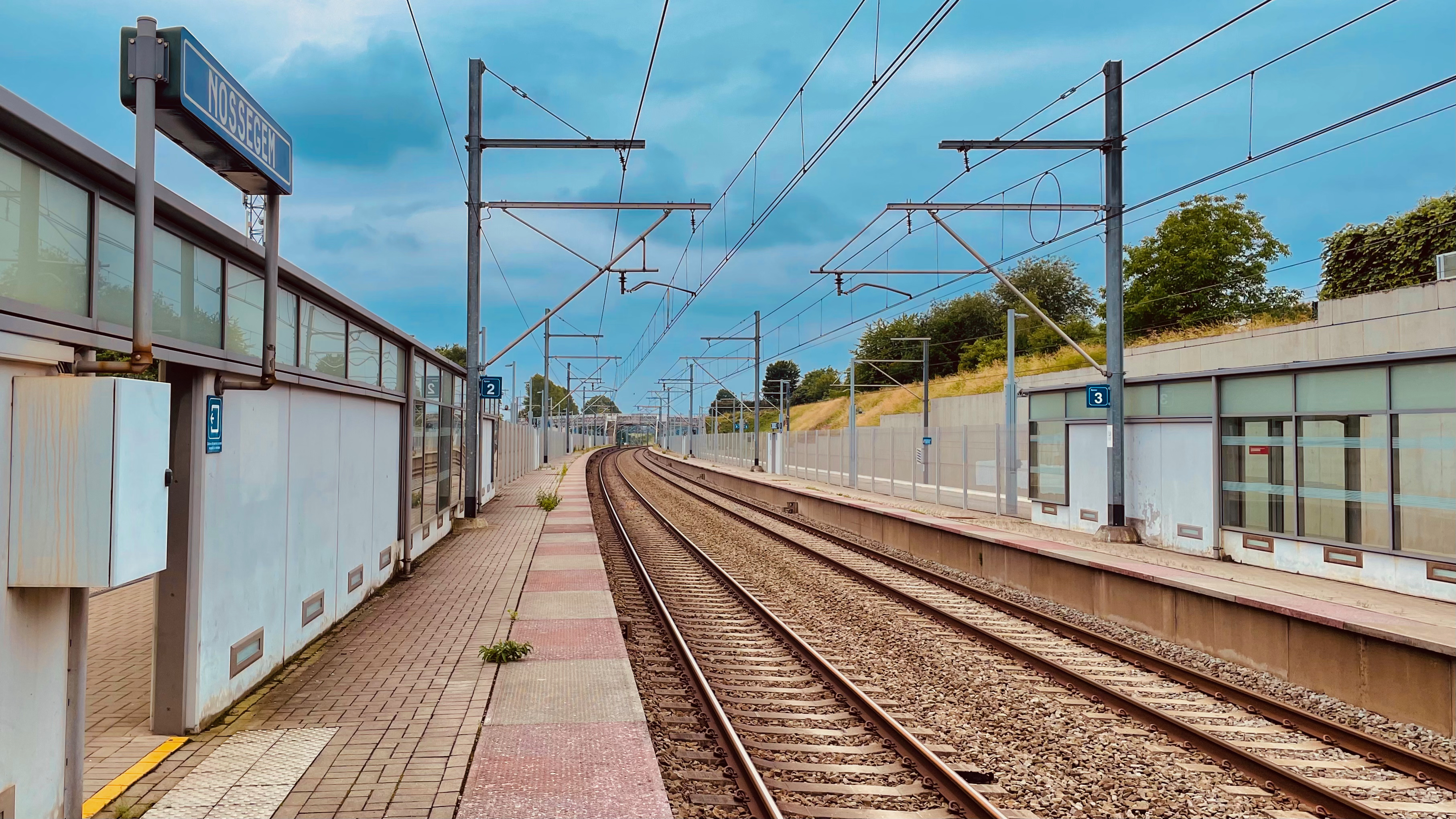
De afgesloten hogesnelheidslijn

## Reizigerstellingen
De grafiek en tabel geven het gemiddeld aantal instappende reizigers weer op een week-, zater- en zondag.
| Tabel: aantal instappende reizigers station Nossegem | Tabel: aantal instappende reizigers station Nossegem | Tabel: aantal instappende reizigers station Nossegem | Tabel: aantal instappende reizigers station Nossegem |
|                                                      | Weekdag                                              | Zaterdag                                             | Zondag                                               |
| ---------------------------------------------------- | ---------------------------------------------------- | ---------------------------------------------------- | ---------------------------------------------------- |
| 1977                                                 | 225                                                  | 50                                                   | 36                                                   |
| 1978                                                 | 217                                                  | 60                                                   | 47                                                   |
| 1979                                                 | 173                                                  | 43                                                   | 47                                                   |
| 1980                                                 | 201                                                  | 57                                                   | 16                                                   |
| 1981                                                 | 212                                                  | 40                                                   | 30                                                   |
| 1982                                                 | 190                                                  | 33                                                   | 33                                                   |
| 1983                                                 | 181                                                  | 27                                                   | 13                                                   |
| 1984                                                 | 134                                                  | 29                                                   | 27                                                   |
| 1985                                                 | 128                                                  | 28                                                   | 47                                                   |
| 1986                                                 | 92                                                   | 33                                                   | 18                                                   |
| 1987                                                 | 106                                                  | 31                                                   | 27                                                   |
| 1988                                                 | 158                                                  | 29                                                   | 27                                                   |
| 1989                                                 | 99                                                   | 33                                                   | 44                                                   |
| 1990                                                 | 98                                                   | 53                                                   | 28                                                   |
| 1991                                                 | 137                                                  | 49                                                   | 25                                                   |
| 1992                                                 | 124                                                  | 32                                                   | 38                                                   |
| 1993                                                 | 131                                                  | 33                                                   | 27                                                   |
| 1994                                                 | 110                                                  | 27                                                   | 35                                                   |
| 1995                                                 | 93                                                   | 11                                                   | 6                                                    |
| 1996                                                 | 115                                                  | 22                                                   | 32                                                   |
| 1997                                                 | 132                                                  | 59                                                   | 28                                                   |
| 1998                                                 | 111                                                  | 10                                                   | 28                                                   |
| 1999                                                 | 108                                                  | 13                                                   | 18                                                   |
| 2000                                                 | 131                                                  | 24                                                   | 24                                                   |
| 2001                                                 | 145                                                  | 46                                                   | 18                                                   |
| 2002                                                 | 110                                                  | 17                                                   | 16                                                   |
| 2003                                                 | 108                                                  | 26                                                   | 20                                                   |
| 2004                                                 | 166                                                  | 14                                                   | 20                                                   |
| 2005                                                 | 168                                                  | 40                                                   | 30                                                   |
| 2006                                                 | 131                                                  | 40                                                   | 30                                                   |
| 2007                                                 | 214                                                  | 53                                                   | 30                                                   |
| 2008                                                 | -                                                    | -                                                    | -                                                    |
| 2009                                                 | 222                                                  | 50                                                   | 41                                                   |
| 2010                                                 | -                                                    | -                                                    | -                                                    |
| 2011                                                 | -                                                    | -                                                    | -                                                    |
| 2012                                                 | 334                                                  | 85                                                   | 79                                                   |
| 2013                                                 | 323                                                  | 133                                                  | 75                                                   |
| 2014                                                 | 387                                                  | 107                                                  | 61                                                   |
| 2015                                                 | 377                                                  | 79                                                   | 67                                                   |
| 2016                                                 | 360                                                  | 83                                                   | 72                                                   |
| 2017                                                 | 405                                                  | 86                                                   | 56                                                   |
| 2018                                                 | 523                                                  | 83                                                   | 74                                                   |
| 2019                                                 | 407                                                  | 136                                                  | 77                                                   |
| 2020                                                 | 205                                                  | 103                                                  | 71                                                   |
| 2021                                                 | -                                                    | -                                                    | -                                                    |
| 2022                                                 | 589                                                  | 257                                                  | 201                                                  |
| 2023                                                 | 571                                                  | 335                                                  | 196                                                  |
| 2024                                                 | 613                                                  | 303                                                  | 164                                                  |

0,0: Brussel-Noord ·
2,4: Schaarbeek ·
5,5: Haren-Zuid ·
7,0: Diegem ·
9,4: Zaventem ·
12,0: Nossegem ·
14,7: Kortenberg ·
16,1: Zavelstraat ·
17,8: Erps-Kwerps ·
19,2: Beisem ·
21,1: Veltem ·
24:0: Herent ·
28,8: Leuven ·
34,1: Korbeek-Lo ·
36,1: Lovenjoel ·
40,0: Vertrijk ·
42,0: Roosbeek ·
44,3: Kumtich ·
47,4: Tienen ·
53,8: Ezemaal ·
57,0: Neerwinden ·
60,7: Landen ·
64,0: Gingelom ·
69,0: Jeuk-Rosoux ·
71,5: Corswarem ·
74,5: Waremme ·
77,2: Bleret ·
79,8: Remicourt ·
83,2: Momalle ·
85,4: Fexhe-le-Haut-Clocher ·
87,8: Voroux-Goreux ·
89,9: Bierset-Awans ·
93,4: Ans ·
94,7: Montegnée ·
97,0: Liège-Haut-Pré ·
99,9: Luik-Guillemins